# Tetranychus fijiensis
Tetranychus fijiensis är en spindeldjursart som beskrevs av Hirst 1924. Tetranychus fijiensis ingår i släktet Tetranychus och familjen Tetranychidae. Inga underarter finns listade i Catalogue of Life.